# Movimiento Democrático de Rusia
Movimiento Democrático de Rusia (Ruso: Демократическая Россия, abreviatura: ДемРоссия  DemRossiya ) fue el nombre genérico de varias entidades políticas que jugaron un papel transformador en la transición del gobierno comunista.

## Entidades políticas
1) Bloque Electoral de Rusia Democrática, asociación de candidatos y sus partidarios en las elecciones de 1990 para el Congreso de los Diputados del Pueblo (CPD), el equivalente a un parlamento de la RSFSR (República Socialista Federal Soviética de Rusia, nombre oficial de Rusia dentro de la Unión Soviética) y para los soviéticos regionales y municipales. El bloque se formó en enero de 1990 en una conferencia de unos 150 candidatos y trabajadores de campaña. La conferencia adoptó una Declaración redactada por Lev Ponomaryov, Sergei Kovalev, Viktor Sheinis et al. La autoría del nombre del bloque se atribuye a uno de sus miembros fundadores y líderes, Mijaíl Astafyev.
En el período previo a las elecciones, el bloque encabezó manifestaciones masivas en las ciudades de Rusia, haciendo campaña contra el gobierno de partido único. Esta presión fue un factor importante que llevó a la decisión del parlamento soviético en marzo de 1990 de enmendar el Artículo 6 de la Constitución soviética eliminando la referencia al Partido Comunista de la Unión Soviética (PCUS) como " la fuerza principal y orientadora "de la sociedad soviética.
El bloque ganó la  pluralidad de escaños en las elecciones del 26 de marzo de 1990 (alrededor de 300 de 1068). También ganó mayorías en soviets locales clave, incluidos Moscú y Leningrado, así como Sverdlovsk y otras ciudades importantes.
2) El Caucus de Rusia Democrática, o facción, en el CPD, se formó a partir de la membresía principal del bloque tras la apertura del Congreso en mayo de 1990. Su membresía inicial era de alrededor de 60, pero tenía el apoyo de facciones aliadas ("Plataforma Democrática" y "Centro Izquierda") creadas por otros diputados elegidos con el apoyo del bloque de la República; juntos, ejercían una gran influencia sobre los diputados no afiliados. Desempeñó un papel clave en la elección de Boris Yeltsin como presidente (orador) del Congreso por una mayoría de 4 votos en la tercera ronda de votaciones; la adopción de la Declaración de Soberanía de la RSFSR el 12 de junio de 1990 (celebrado oficialmente en la Rusia actual como Día de la Independencia); y la aprobación de legislación clave que transformó el sistema político y económico de Rusia en 1990-1992.
En marzo de 1991, estableció una coalición general con facciones aliadas: "Plataforma Democrática", "Facción conjunta de socialdemócratas y republicanos" (antes "Centro izquierda"), "Demócratas radicales", "Independientes" y "Sindicato de trabajadores". Esta coalición, bajo el nombre deBloque Parlamentario de Rusia Democrática y otros nombres, dominó el parlamento ruso hasta la primavera de 1992.
En 1992-1993, la facción, encabezada por Ponomaryov, perdió miembros y aliados principalmente como resultado de la creciente oposición a las reformas económicas y el cambio de poder hacia el ejecutivo. Muchos de los antiguos partidarios de Yeltsin en el parlamento lo abandonaron gradualmente, moviéndose en una dirección más socialdemócrata y socialista o en una dirección más nacionalista y antioccidental. La mayor derrota de la facción fue el derrocamiento del primer ministro interino Yegor Gaidar por mayoría parlamentaria en diciembre de 1992 y su reemplazo por Viktor Chernomyrdin. Permaneció en el campo de Yeltsin hasta la destrucción del parlamento en septiembre-octubre de 1993. Varios exdiputados de la DR obtuvieron escaños en las elecciones posteriores al nuevo parlamento, la Asamblea Federal, donde se unieron a nuevas facciones en todo el espectro político, desde Yeltsin "La elección de Rusia" al Partido Agrario procomunista.
En la primavera de 1990 también se formaron "caucus" o bloques de Rusia democrática en los soviets regionales y locales por diputados que ganaron sus escaños con el apoyo del Bloque Electoral de la DR. Estas facciones controlaban la mayoría de los votos en ciudades clave, incluidas Moscú y Leningrado. Su historia posterior reflejó el camino del caucus de DR en el parlamento federal.
3) Movimiento Rusia Democrática (DRM), organización política formada en octubre de 1990 por diputados de la Rusia Democrática, sus aliados en el parlamento soviético, organizaciones de base prodemocracia y / o anticomunistas y personalidades políticas no afiliadas. Se constituyó como una organización paraguas para incluir tanto a miembros colectivos como individuales. Fue la organización democrática más grande e influyente en la historia contemporánea de Rusia.
DRM celebró su primer congreso constituyente en Moscú del 20 al 21 de octubre de 1990. Estuvo gobernado por dos órganos, un Consejo de Representantes, de más de 250 personas delegadas por afiliados regionales y miembros colectivos; y un Consejo Coordinador más pequeño (40-50 miembros que representan unidades funcionales, miembros colectivos y políticos populares). Fue dirigido por cinco a seis copresidentes, un grupo que en diferentes momentos incluyó a Ponomaryov, Yury Afanasyev (director de la Universidad Estatal de Humanidades de Rusia),  Gavriil Popov (Presidente del El Soviet de la ciudad de Moscú que abandonó el DRM después de su elección como alcalde en 1991), Gleb Yakunin, Galina Starovoitova, Marina Salye et al. Algunos de los líderes, como Afanasyev y Popov, fueron recientemente altos miembros de carrera del PCUS; unos pocos, como Yakunin, procedían de la clandestinidad disidente y nunca se habían unido al PCUS. El liderazgo del movimiento estableció una serie de organizaciones subsidiarias que llevan su marca, incluido el Fondo de Rusia Democrática y un periódico semanal Rusia Democrática.
La orientación política general de su liderazgo fue liberal y unida en torno al objetivo común de sacar al PCUS del poder, pero inmediatamente surgieron facciones internas tanto de izquierda como de derecha. DRM apoyó activamente a Yeltsin en su lucha contra el liderazgo soviético, incluido Gorbachov. Estaba mucho más dividido sobre la política local, particularmente la privatización de alta velocidad iniciada por las autoridades de Moscú y San Petersburgo (incluidos sus propios exlíderes y candidatos) que muchos consideraron manipulada a favor de los jerarcas de la era comunista y "la mafia". En política exterior, DRM era prooccidental, apoyaba al ministro de exteriores Andrey Kozyrev, y defendía relaciones más estrechas con las instituciones europeas. Fue neutral o de apoyo con respecto a los movimientos de independencia en las repúblicas soviéticas. En noviembre de 1991, el 2º Congreso de DRM protestó contra un intento inicial de enviar tropas rusas a Chechenia para derrocar a su gobierno separatista, tras lo cual esta operación fue abortada.
DRM jugó un papel clave en la organización de manifestaciones masivas en las principales ciudades de Rusia que impulsaron reformas políticas democráticas y una agenda económica liberal, llevando a 100.000 personas a las calles de Moscú para su manifestación más grande en febrero de 1991. También jugó un papel central en la movilización de la resistencia de base. Al fallido golpe de línea dura de agosto de 1991 contra Gorbachov y Yeltsin y su derrota. En ese momento, la membresía en DRM alcanzó los 300,000, lo que la convirtió en la organización política más grande a nivel nacional cuando el PCUS dejó de existir tras el golpe a fines de agosto de 1991. También fue la más cercana a la administración de Yeltsin y jugó un papel importante en los eventos que llevaron a la formación de Yegor Gaidar  gobierno en noviembre de 1991 y posterior disolución de la URSS.
En ese momento, rápidamente comenzó a perder influencia y membresía. En el otoño de 1991, sus miembros de orientación más nacionalista se distanciaron de las políticas de Yeltsin que llevaron a la disolución de la URSS y su fomento de una mayor autonomía para las repúblicas étnicas dentro de Rusia propiamente dicha. La mayoría de ellos abandonaron el 2º Congreso de DRM en noviembre de 1991 y abandonaron la Facción de DR a finales de año. Esto incluyó al miembro constituyente más grande de DRM en ese momento, el Partido Democrático de Rusia (DPR), que fue parte de la oposición moderada a Yeltsin en 1992-1995; así como partidos más pequeños, como el Movimiento Demócrata Cristiano Ruso y el Partido Demócrata Constitucional - Partido de la Libertad del Pueblo, que en 1992 se unieron al Frente de Salvación Nacional (Frente de Salvación Nacional (Rusia)) de línea dura y otros grupos radicales de oposición y existen en 1994.
Por otro lado, varios demócratas liberales, como Yuri Afanasyev y su Independent Civic Initiative, un equipo de intelectuales radicales (Leonid Batkin, Yury Burtin et al.), Desarrollaron una crítica de las políticas económicas de Yeltsin y lo que vieron como su inclinación nacionalista excesiva después de 1991. Querían que el DRM presentara a Yeltsin las condiciones de su continuo apoyo a sus políticas, una opinión a la que el resto de la dirección se opuso. Esto llevó a su salida del liderazgo de DRM a principios de 1992. Después de una breve lucha para recuperar el control sobre DRM, Afanasyev y su aliada Marina Salye intentaron construir un movimiento nacional alternativo, pero tuvieron que abandonar este esfuerzo a fines de 1992.
Mientras tanto, DRM y todas las facciones dentro de él estaban perdiendo rápidamente activistas y recursos económicos a medida que avanzaban las reformas del mercado y la mayoría de los partidarios de DRM y de base de Yeltsin se empobrecían y abrumaban con preocupaciones materiales. Los mítines de DRM atrajeron cada vez a menos participantes, y pronto fue superado en este sentido por la oposición nacionalista e izquierdista. La organización de la grupa siguió siendo una de las más consistentemente pro-Yeltsin durante la crisis constitucional rusa de 1993. Esto llevó a la retirada de SDPR que participó, junto con RPRF, en la creación del futuro Yabloko en el otoño de 1993. DRM trató de compensar su declive mediante la creación de asociaciones paraguas de corta duración, como "Elección Democrática" y "Comité Conjunto de Organizaciones Democráticas de Rusia". En las elecciones de 1993 a la recién creada Asamblea Federal, DRM participó como miembro fundador colectivo de "Russia's Choice", el bloque más pro-Yeltsin, liderado por Yegor Gaidar. Sin embargo, no fue visto como un socio importante, y sus principales líderes terminaron en la parte inferior de la lista de candidatos de la "Elección de Rusia". Por lo tanto, Ponomaryov, el líder preeminente de DRM después de la partida de Afanasyev, fue incluido en el n. 67 y terminó sin un escaño en la Duma hasta que pudo ocupar el puesto de un miembro fallecido de la Duma en 1994. Finalmente, él y Yakunin dejaron Russia's Choice en lugar de la guerra de Chechenia. Otros fundadores y líderes de DRM fueron elegidos para la Duma como candidatos de otras formaciones, como el bloque electoral "Yavlinsky-Boldyrev-Lukin", el futuro Yabloko. La DPR formó su propia facción en la Duma, ganando el 5,5% de los votos, pero pronto también se dividió sobre las políticas económicas de Yeltsin y no logró obtener escaños en las elecciones de 1995 y posteriores.
DRM dejó de existir como fuerza política independiente en 1994. Una organización grupal, liderada por Ponomaryov, Starovoitova et al., Mantuvo su presencia al margen de la política nacional (tanto como DRM como su filial de corta duración, Federal Partido Rusia Democrática  '). Sus miembros permanecieron divididos entre apoyar a Yeltsin contra Yavlinsky, hasta que fue absorbido de facto por la Unión de Fuerzas Derechistas pro-Yeltsin en las elecciones de 1999. Los partidos y la mayoría de las ONG que fueron sus fundadores y miembros colectivos también dejaron de existir, de facto y en la mayoría de los casos de jure, en los primeros años de la presidencia de Vladimir Putin.

## Partidos políticos - miembros colectivos de DRM
- Partido Republicano de Rusia - Partido de la Libertad del Pueblo | Partido Republicano de la Federación Rusa (RPRF); liberal, internacionalista; dirigido por Vladimir Lysenko, Igor Chubais et al .; se retiró de DRM en octubre de 1993
- Partido Democrático de Rusia (DPR), dirigido por Nikolay Travkin, Georgy Khatsenkov y otros, Un grupo que hasta mayo de 1991 incluía a Garry Kasparov; se unió a DRM en enero, se retiró en noviembre de 1991
- Partido Socialdemócrata de Rusia (SDPR), dirigido por Oleg Rumyantsev, Alexander Obolensky, Pavel Kudyukin et al .; se retiró del DRM en abril de 1993. (No debe confundirse con un Partido Socialdemócrata de Rusia]] (Unido) más pequeño dirigido en 2001-2004 por Mijaíl Gorbachov o con un Partido Ruso de la Socialdemocracia  dirigido por Alexander Nikolaevich Yakovlev.)
- Partido Democrático Libre de Rusia (SvDPR); anticomunista populista; dirigido por Lev Ponomaryov, Marina Salye et al.
- Partido Campesino de Rusia (KPR); liberal, internacionalista; dirigido por Yury Chernichenko
- Movimiento Demócrata Cristiano Ruso (RKhDD); nacionalista moderado; dirigido por Viktor Aksyuchits et al .; se retiró en noviembre de 1991
- Partido Demócrata Constitucional - Partido de la Libertad Popular (KDP-NS); nacionalista; dirigido por Mijaíl Astafyev y Dmitry Rogozin; se retiró en noviembre de 1991
- Partido de los Demócratas Constitucionales (PKD); liberal; dirigido por Viktor Zolotarev
- Partido del Trabajo Libre (PST); liberal; dirigido por Igor Korovikov

Otros miembros colectivos: Memorial Society; Sindicato de Mineros Independientes; Asociación de Votantes de Moscú (MOI); Club de Electores de la Academia de Ciencias (KIAN); Tribuna de Moscú; Escudo - Asociación de Veteranos de la Guerra de Afganistán; El Fondo del Holocausto; Comité Antifascista de Moscú; Unión de la Juventud de Rusia (SMR); Unión Rusia Joven; Asociación de Comunidades Étnicas de Moscú; etc.